# 桑博恩鎮區 (密歇根州)
桑博恩鎮區（英語：Sanborn Township）是位於美國密歇根州阿爾皮納縣的一個行政鎮區。

## 地方資料
桑博恩鎮區的面積為128.80平方千米，當中陸地面積為113.40平方千米，而水域面積為15.40平方千米。根據2020年美國人口普查的數據，當地共有人口2116人，而人口密度為每平方千米16.43人。